# Popian
Popian település Franciaországban, Hérault megyében. Lakosainak száma 368 fő (2022. január 1.). Popian Gignac, Le Pouget, Pouzols és Saint-Bauzille-de-la-Sylve községekkel határos.

## Népesség
A település népességének változása:
| Lakosok száma | 214  | 168  | 195  | 322  | 346  | 347  | 350  | 358  | 356  | 368  |
|               | 1968 | 1982 | 1990 | 2006 | 2013 | 2015 | 2017 | 2019 | 2020 | 2022 |